# Ben Kweller
Benjamin Lev Kweller, detto Ben (San Francisco, 16 giugno 1981), è un cantautore e polistrumentista statunitense.

## Biografia
Nato in California, è cresciuto in Texas. Nel 1993, con il batterista John Kent, ha formato il gruppo Radish, di cui faceva parte anche Ryan Green. Il gruppo ha pubblicato i primi album tra il 1994 e il 1995, mentre nel 1998 è diventato un quartetto.
Ha pubblicato i primi EP da solista da giovanissimo, tra il 1999 e il 2000. Nel 2001 ha firmato un contratto con la ATO Records, che ha pubblicato tra l'altro il primo album Sha Sha (2002).
Con Ben Folds e Ben Lee ha fatto parte del gruppo The Bens, che ha debuttato dal vivo in Australia nel 2003.
Dopo un'importante collaborazione con i Güster (nell'album Keep It Together), ha pubblicato nel 2004 il suo secondo album, prodotto da Ethan Johns. Il suo terzo disco, invece, prodotto da Gil Norton, è uscito nel 2006.
Nel 2013 ha preso parte al film Ti lascio la mia canzone, diretto da William H. Macy.

## Discografia
Album indipendenti
- 2000 - Sha Sha (ver. 1)
- 2001 - Freak Out, It's Ben Kweller

Album studio
- 2002 - Sha Sha (ver. 2)
- 2004 - On My Way
- 2006 - Ben Kweller
- 2009 - Changing Horses
- 2012 - Go Fly a Kite
- 2019 - Circuit Boredom

EP
- 1999 - Melange
- 2000 - Bromeo
- 2001 - EP Phone Home
- 2001 - BK
- 2006 - Sundress
- 2007 - Live and Solo from the Artists Den
- 2008 - How Ya Lookin' Southbound? Come In...